# محاكاة الفضاء

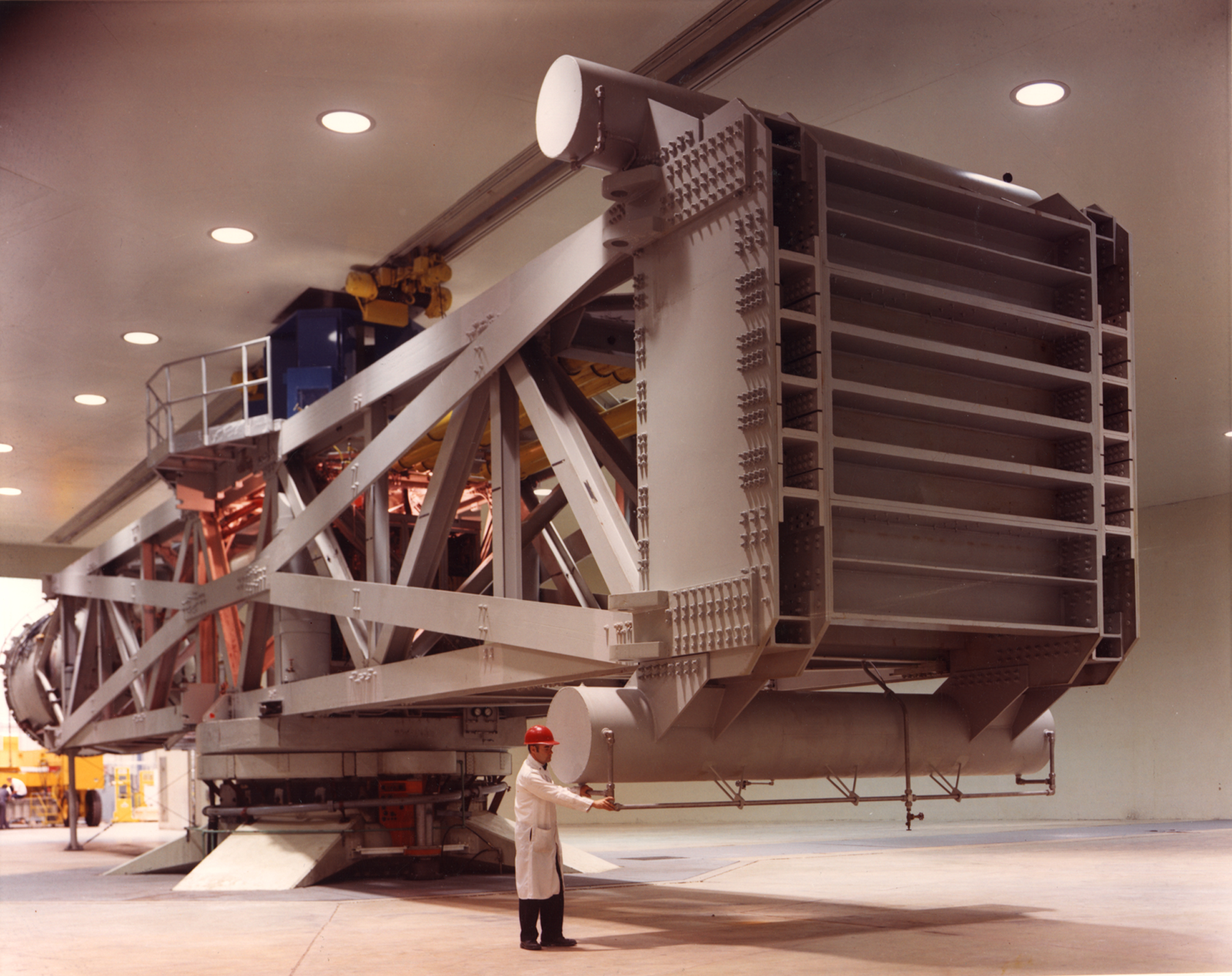

محاكاة الفضاء نظام يحاول تكرار أو تقليد بيئة الفضاء الخارجي بأكبر قدر ممكن من الواقعية. حيث يتضمن ذلك نسخًا طبق الأصل كاملة الحجم لحجرة قيادة المركبة مثبتة على مكابس هيدروليكية ويتم التحكم فيها بواسطة أحدث تقنيات الكمبيوتر وخزانات مياه مشغولة بعناية دقيقة لمحاكاة انعدام الوزن وأجهزة يستخدمها العلماء لدراسة فيزياء وبيئة الفضاء الخارجي. إنّ محاكيات الطيران الفضائي تُستخدم تقريبًا فقط في صناعة الطيران والجيش لتدريب رواد وعلماء الفضاء، ولمحاكاة الكوارث، ولتصميم المركبات الفضائية. وخير أمثلة على الأجهزة التي تحاكي بيئة الفضاء الخارجي جهاز محاكاة الفضاء الكبير في المركز الأوروبي لأبحاث وتكنولوجيا الفضاء ، ومحاكاة الفضاء في مختبر لوس ألاموس الوطني.